# Покришев Петро Опанасович
Петро́ Опана́сович По́кришев (рос. Покрышев Пётр Афанасьевич; 24 серпня 1914, селище Гола Пристань — 22 серпня 1967, місто Ленінград) — радянський льотчик-ас, двічі Герой Радянського Союзу (10.02.1943, 24.08.1943), в роки німецько-радянської війни командир 159-го винищувального авіаційного полку 275-ї винищувальної авіаційної дивізії 13-й повітряної армії Ленінградського фронту. Генерал-майор авіації (1955). Депутат Верховної ради СРСР 3-го скликання.

## Біографія
Народився 24 серпня 1914 року в місті Гола Пристань Херсонської області в селянській сім'ї. Українець. У 1929 році закінчив 5 класів школи в селищі Гола Пристань.
З 1929 по 1930 рік працював у суднобудівній артілі в Голій Пристані. У 1930 році переїхав до Харкова, де в 1932 році закінчив школу ФЗУ.
У 1932—1934 роках працював слюсарем-складальником Харківського заводу «Серп і Молот». У 1934 році закінчив Харківський аероклуб.
З березня 1934 року у Червоній армії. У січні 1935 року закінчив Одеську військову школу пілотів.
З січня по липень 1935 року — льотчик 1-го корпусного авіазагону. З липня 1935 по квітень 1938 року — льотчик і старший льотчик 13-ї окремої винищувальної авіаційної ескадрильї Ленінградського військового округу (місто Красногвардійськ (Гатчина)). У квітні 1938 — травні 1939 року — командир ланки і штурман 38-го винищувального авіаційного полку Ленінградського військового округу (місто Новгород). З травня 1939 по січень 1941 року — льотчик 7-го винищувального авіаційного полку Ленінградського військового округу (місто Пушкін, село Кьорстово).Учасник радянсько-фінської війни 1939–1940 рр. З січня 1941 року — командир авіаційної ескадрильї 158-го винищувального авіаційного полку. Член ВКП(б) з липня 1941 року.
З листопада 1941 по червень 1943 року — командир авіаційної ескадрильї і помічник командира 154-го винищувального авіаційного полку розташованого під Ленінградом (8-ма повітряна армія, Ленінградський фронт).
За вміле командування ескадрильєю, здійснені ним 211 успішних бойових вильотів і участь у 38-ми повітряних боях, у яких він збив особисто 11 і у складі групи 7 ворожих літаків, 10 лютого 1943 р. удостоєний звання Героя Радянського Союзу, з врученням ордена Леніна та медалі «Золота Зірка».
З червня 1943 по вересень 1944 року — командир 159-го винищувального авіаційного полку Ленінградського фронту.
Другою медаллю «Золота Зірка» нагороджений 24 серпня 1943 р. за успішне командування полком (275-та винищувальна авіаційна дивізія, 13-та повітряна армія, Ленінградський фронт), бойову звитягу, героїзм і мужність, виявлені у повітряних боях. Здійснив іще близько 350 бойових вильотів, брав участь у 60 повітряних боях, збив особисто 31 ворожий літак і 7 у групі.
Воював на винищувачі типу Р-40, який за ленд-лізом (програма допомоги від США) поставлявся до СРСР. Цей літак в британській авіації отримав назву Kittyhawk («Кіттіхок), а в радянських документах був відомий як «Кіттіхаук». Згодом, один із літаків, на якому воював П.Покришев, був подарований особисто генеральним конструктором О. Яковлевим у листопаді 1943 р.
Петро Покришев залишався на службі і після закінчення війни. У серпні 1945 року закінчив курси вдосконалення начальницького складу при Військово-повітряній академії в Моніно. З серпня 1945 року — заступник командира 7-ї гвардійської винищувальної авіаційної дивізії (в Центральній групі військ; місто Веспрем, Угорщина), в грудні 1945 — лютому 1947 року — заступник командира 12-ї гвардійської винищувальної авіаційної дивізії (в Центральній групі військ; з червня 1946 року — місто Секешфехервар (Угорщина). Літав на винищувачах Як-9, Як-9У та Як-3.
З лютого 1947 року — заступник командира 323-ї винищувальної авіаційної дивізії (в Північній групі військ; аеродром Ключево, місто Старгард-Щецинський, Польща), в травні 1947 — серпні 1949 року — заступник командира 229-ї винищувальної авіаційної дивізії (в Північній групі військ; місто Мальборк, з травня 1948 року — місто Бжег (Польща). Літав на винищувачах Як-9У та Ла-7. У серпні 1949 — вересні 1952 року — командир 44-ї винищувальної авіаційної дивізії ППО (селище Горєлово Ленінградської області). Літав на винищувачах Як-9 та МіГ-15.
1954 року закінчив Вищу військову академію (Військову академію Генерального штабу). У серпні 1954 — жовтні 1956 року — заступник командувача винищувальної авіації Мінського корпусу ППО (місто Мінськ, Білоруська РСР), у квітні 1955 — жовтні 1956 року — командувач винищувальної авіації Біломорського корпусу ППО (місто Архангельськ). Літав на реактивних винищувачах МіГ-15 та МіГ-17. Військовий льотчик 1-го класу.
З грудня 1956 року по жовтень 1959 року перебував у закордонному відрядженні в Китаї як старший військовий радник командувача військ округу ППО (грудень 1956 — жовтень 1957), старший військовий радник командувача ВПС військового округу (жовтень 1957 — березень 1959) та військовий спеціаліст при ВПС військового округу (березень — жовтень 1959).
У жовтні 1959 — травні 1961 року — начальник штабу винищувальної авіації Особливої Ленінградської армії ППО.
З травня 1961 року генерал-майор авіації Покришев — у відставці. З 1961 року працював змінним помічником начальника Ленінградського аеропорту. Часто приїздив до Голої Пристані.
Трагічно загинув (втопився) 22 серпня 1967 року в місті Ленінграді. Похований у рідному місті Гола Пристань.

## Нагороди
- Двічі Герой Радянського Союзу (10.02.1943, 24.08.1943)
- Орден Леніна (10.02.1943)
- Три ордени Червоного Прапора (15.01.1940, 15.03.1942, 30.04.1954)
- Орден Олександра Невського (5.11.1944)
- Орден Вітчизняної війни 1-го ступеня (20.01.1943)
- Два ордени Червоної Зірки (19.12.1941, 20.06.1949)
- медаль «За бойові заслуги» (3.11.1944)
- медалі.

## Пам'ять

Меморіальна дошка Петру Покришеву на його рідній школі в Голій Пристані

- Бронзове погруддя в м. Гола Пристань Херсонської області.
- У Санкт-Петербурзі, на пам'ятнику льотчикам-героям викарбувано ім'я Покришева Петра Опанасовича.
- Його ім'ям названо вулиці в Донецьку, Херсоні, Санкт-Петербурзі.
- Документальна повість «Син неба» — Баулін Євген Петрович. Леніздат, 1968 р. — 237с.